# ينس بيكر
ينس بيكر (بالألمانية: Jens Becker)‏ هو ملحن ألماني، ولد في 24 مايو 1965 في فورت في ألمانيا.

## وصلات خارجية
- ينس بيكر على موقع ميوزك برينز (الإنجليزية)
- ينس بيكر على موقع ديسكوغز (الإنجليزية)